# Aequisch
Het Aequisch is een dode taal die tussen de 5e en de 3e eeuw v.Chr. door de Aequi in noordoostelijk Latium (meer bepaaldelijk de Albaanse Heuvels) werd gesproken. De taal was waarschijnlijk nauw verwant aan het Umbrisch.